# Marianne Grunberg-Manago
Marianne Grunberg-Manago (Sant Petersburg, 6 de gener de 1921 - París, 3 de gener de 2013) va ser una bioquímica francesa d'origen rus. Va descobrir al costat de Severo Ochoa l'ARN-polimerasa.

## Biografia
Va néixer a Petrograd (actual Sant Petersburg), a la Unió Soviètica (avui Rússia), encara que la seva família va emigrar a França quan Marianne tenia menys d'un any. Va ser educada seguint les tècniques pedagògiques de Johann Pestalozzi i va viure dins d'un entorn artístic, ja que els seus pares es dedicaven a l'art.
Després de cursar el batxillerat a Nimes, va estudiar a l'Institut de Biologia Físico-Química de la Fundació Rotschild de París i va fer el doctorat al laboratori de Biologia Marina de Roscoff, que completà al 1947. Al 1953 es va traslladar a Nova York, com a alumna postdoctoral sota la direcció de Severo Ochoa. El 1955 va aïllar, al costat d'Ochoa, un enzim del colibacils que catalitzava la síntesi de l'ARN, l'intermediari entre l'ADN i les proteïnes. L'enzim va ser batejat com a polinucleòtid fosforilasa, conegut després com a ARN-polimerasa.
Tots dos van participar al Congrés de la Federació de Societats de Biologia Experimental dels Estats Units, a San Francisco (Califòrnia), on van fer públic per primera vegada el seu treball sobre l'obtenció de polinucleòtids in vitro. Pocmés tard, també van comunicar els resultats al Congrés Internacional de Bioquímica, a Brussel·les i van publicar, aquest mateix any de 1955, sengles articles sobre el tema al Journal of the American Chemical Society i a Science.
El 1959, Grunberg i Ochoa van obtenir ARN-polimerasa in vitro, donant inici a la cursa per desxifrar el codi genètic. Aquest mateix any, Severo Ochoa va obtenir el Premi Nobel de Medicina o Fisiologia al costat d'Arthur Kornberg, "per a la síntesi dels àcids nucleics ARN i ADN", ignorant la tasca importantíssima que hi havia tingut Marianne Grunberg-Manago, malgrat que havia estat ella, en efecte, qui havia fet el descobriment crucial, quan Ochoa no gosava creure, inicialment, la descoberta que acabaven de fer.
Marianne Grunbert-Manago va ser la primera dona a presidir la Unió Internacional de Bioquímica, i durant el bienni 1995-1996 va ser presidenta de l'Acadèmia de les Ciències Francesa. El 1978 va ser elegida membre honorari estranger de l'Acadèmia Americana de les Arts i les Ciències. Va ser professora emèrita del Centre National de la Recherche Scientifique (CNRS) i el 1982 va ser escollida membre estranger associat de la Acadèmia Nacional de Ciències dels Estats Units.
Va morir a París el 13 de gener de 2013.